# Xantheurytoma pallidicoxa
Xantheurytoma pallidicoxa är en stekelart som först beskrevs av Girault 1928.  Xantheurytoma pallidicoxa ingår i släktet Xantheurytoma och familjen puppglanssteklar. Inga underarter finns listade i Catalogue of Life.